# 黒井文太郎
黒井 文太郎（くろいぶんたろう、1963年 - ）は、日本の軍事ジャーナリスト。

## 略歴
1963年、福島県いわき市生まれ。福島県立磐城高等学校を経て、横浜市立大学文理学部国際関係課程を卒業後、講談社に入社する。学生時代はバックパッカーをしていた。講談社時代は週刊誌フライデーの編集に携わる。退社後はニューヨークを拠点にジャーナリストとして活動した。その後、戦場カメラマンとしてモスクワ、カイロを拠点に内戦中のサラエボ市内やコントラに日本人初取材を行う等、精力的に活動した。これら紛争地からの帰国後には、月刊『軍事研究』の特約記者となった。
国際インテリジェンス（情報機関および諜報活動）専門誌として『ワールド・インテリジェンス』誌を発刊。自ら編集長に就任する。
自ら比較的得意な分野は「インテリジェンス」だと述べている。
2010年、黒井が自らのブログ上で大学2年の夏休みに初めての海外旅行でアメリカとメキシコに行った際、当初予約していたニューヨーク発ソウル経由の帰国便を一週間延期したことで、1983年9月1日に起きた大韓航空機撃墜事件を免れ、命拾いしたことを明かしている。
2013年にJBpress上で20年前に結婚した元妻がシリア人であることや、黒井がシリア人女性と結婚した日本人として二人目らしいと述べている。また、同年週刊朝日にてシリア秘密警察アムンから徹底的な調査対象とされ、スパイ嫌疑を持たれていた事やシリア大使館に何度も呼び出され、その際「元妻は大使館内では、端でみてわかるほど緊張し、がくがくと震えていた」事などを記しつつ、アサド政権に対して「世界でも過去最悪の極悪非道な政権」であると評している。アルカイダ等のテロリストに関する書籍も多く執筆している。

## 著作

### 単著
- 『世界のテロと組織犯罪 最新データ・ファイル』（ジャパン・ミリタリー・レビュー、1998年11月） ISBN 4-88050-004-6
  - 『世界のテロと組織犯罪 21世紀最新データ・ファイル』（ジャパン・ミリタリー・レビュー、増訂版2001年10月） ISBN 4-88050-006-2
- 『紛争勃発』（宝島社文庫、2000年6月） ISBN 4-7966-1840-6
- 『イスラムのテロリスト』（講談社+α新書、2001年10月）  ISBN 4-06-272102-3
- 『世界のテロリスト 地下ネットワーク最新情報』（講談社+α文庫、2002年1月） ISBN 4-06-256569-2
- 『国際テロネットワークアルカイダの全貌』（アリアドネ企画、2004年10月） ISBN 4-384-03569-1
- 『謀略の昭和裏面史 特務機関＆右翼人脈と戦後の未解決事件！』（宝島社別冊宝島Real、2006年3月） ISBN 4-7966-5193-4
  - 『謀略の昭和裏面史』（宝島社新書、改訂版2022年9月） ISBN 4-299-03442-2
- 『北朝鮮に備える軍事学』（講談社+α新書、2006年12月） ISBN 4-06-272415-4
- 『謀略の昭和裏面史』（宝島社文庫、2007年2月） ISBN 4-7966-5644-8
- 『日本の情報機関 知られざる対外インテリジェンスの全貌』（講談社+α新書、2007年9月） ISBN 4-06-272455-3
- 『ビンラディン抹殺指令』（洋泉社新書y、2011年7月） ISBN 4-86248-773-4
- 『謀略の昭和裏面史』（宝島SUGOI文庫、2011年7月） ISBN 4-7966-8405-0
- 『イスラム国の正体』（ベスト新書、2014年12月） ISBN 4-584-12465-5
- 『イスラム国「世界同時テロ」』（ベスト新書、2016年3月） ISBN 4-584-12500-7
- 『新型コロナで激変する日本防衛と世界情勢』（秀和システム、2020年10月） ISBN 978-4-7980-6330-0
- 『超地政学で読み解く！ 激動の世界情勢タブーの地図帳』（宝島社、2021年2月） ISBN 978-4-299-01283-8
- 『プーチンの正体』（宝島社新書、2022年6月） ISBN 978-4-299-03079-5
- 『工作・謀略の国際政治　世界の情報機関とインテリジェンス戦』（ワニブックス、2024年3月）

### 共著
- 『生物兵器テロ』（宝島社新書、2002年1月）村上和巳との共著 ISBN 4-7966-2567-4
- 『自衛隊交戦!』（宝島社文庫、2002年6月）軍事ジャーナリスト会議との共著 ISBN 4-7966-2739-1
- 『北朝鮮〈空爆〉へのシナリオ 金王朝の恫喝vsアメリカの決断』（宝島社別冊宝島Real、2003年8月） ISBN 4-7966-3526-2
- 『最新!自衛隊「戦略」白書』（宝島社別冊宝島Real、2004年5月）加藤健二郎、ワールド・インテリジェンス編集部との編著 ISBN 4-7966-4063-0
- 『インテリジェンスの極意!』（宝島社SUGOI文庫、2008年12月）ワールド・インテリジェンス編集部との共著 ISBN 4-7966-6793-8
- 『本当はすごかった大日本帝国の諜報機関』（扶桑社文庫、2012年8月）原作担当、劇画峰岸とおる担当（注記:SPA!コミック『満州特務機関』『実録・陸軍中野学校』の合本） ISBN 4-594-06654-2

### 編集
- 『日本の防衛７つの論点』（宝島社別冊宝島Real、2005年8月） ISBN 4-7966-4789-9
- 『自衛隊は北朝鮮に勝てるのか』（洋泉社MOOK、2009年） ISBN 4862484662
- 『インテリジェンス戦争 対テロ時代の最新動向』（大和書房だいわ文庫、2009年1月）　解説・佐藤優 ISBN 4-479-30217-4
- 『戦後秘史インテリジェンス』（大和書房だいわ文庫、2009年） 序論・佐藤優 ISBN 978-4-479-30232-2
- 『昭和史10大事件の謎 戦後70年目に封印をとく。』 （宝島社別冊宝島、2015年8月） ISBN 978-4-8002-4377-5
- 『13歳からのウクライナ戦争150日新聞』（宝島社、2022年9月）

## テレビ・ラジオ出演
- 2014年5月18日：フジテレビ『ワイドナショー』の「集団的自衛権～憲法解釈変更」のセクション
- チャンネル生回転TV Newsザップ!（BSスカパー!）2015年2月よりゲストコメンテーターとして不定期出演
- 2017年7月4日:CBCテレビ『ゴゴスマ -GO GO!Smile!-』の北朝鮮のミサイル発射のセクション
- 私の正論（ニッポン放送2023年11月27日より4週間連続（12/10休止））

## インターネットテレビ出演
- 2012年6月1日：ニコニコ生放送にて土井香苗、青山弘之と対談。[7]
- 2023年8月23日：ポリタスTVにて津田大介と対談。